# SN 2005lh
SN 2005lh – supernowa typu Ia odkryta 4 listopada 2005 roku w galaktyce A215548+0110. W momencie odkrycia miała maksymalną jasność 22,10m.